# Paral·lel 57° sud
El paral·lel 57° sud és una línia de latitud que es troba a 57 graus sud de la línia equatorial terrestre. Travessa l'oceà Atlàntic, l'Oceà Índic, l'Oceà Pacífic i Amèrica del Sud.
En aquesta latitud el sol és visible durant 17 hores, 53 minuts durant el solstici d'hivern i 6 hores, 43 minuts durant el solstici d'estiu.

## Geografia
En el sistema geodèsic WGS84, al nivell de 57° de latitud sud, un grau de longitud equival a 60,722 km; la longitud total del paral·lel és de 21.878 km, que és aproximadament 55,0% de la de l'equador, del que es troba a 6.320 km i a 3.682 km del pol Sud

## Arreu del món
A partir del Meridià de Greenwich i cap a l'est, el paral·lel 57° sud passa per: 
| Coordenades                                | País. Territori o mar | Notes |
| ------------------------------------------ | --------------------- | --- |
| 57° 0′ S, 0° 0′ E / 57.000°S,0.000°E       | Oceà Atlàntic         | |
| 57° 0′ S, 20° 0′ E / 57.000°S,20.000°E     | Oceà Índic            | |
| 57° 0′ S, 147° 0′ E / 57.000°S,147.000°E   | Oceà Pacífic          | |
| 57° 0′ S, 67° 16′ O / 57.000°S,67.267°O[4] | Oceà Atlàntic         | Passa al nord de l'Illa Vindication i l'Illa Candlemas, Illes Geòrgia del Sud i Sandwich del Sud · (reclamades per Argentina) |